# Tarvisio
Tarvisio (Tarvis in friulano e in tedesco, Trbiž in sloveno) è un comune italiano di 3 877 abitanti in Friuli-Venezia Giulia, il comune più orientale e più esteso della ex-provincia di Udine.
È l'unico comune che era ed è rimasto di confine con la Slovenia a cavallo della seconda guerra mondiale.

## Geografia fisica

### Territorio

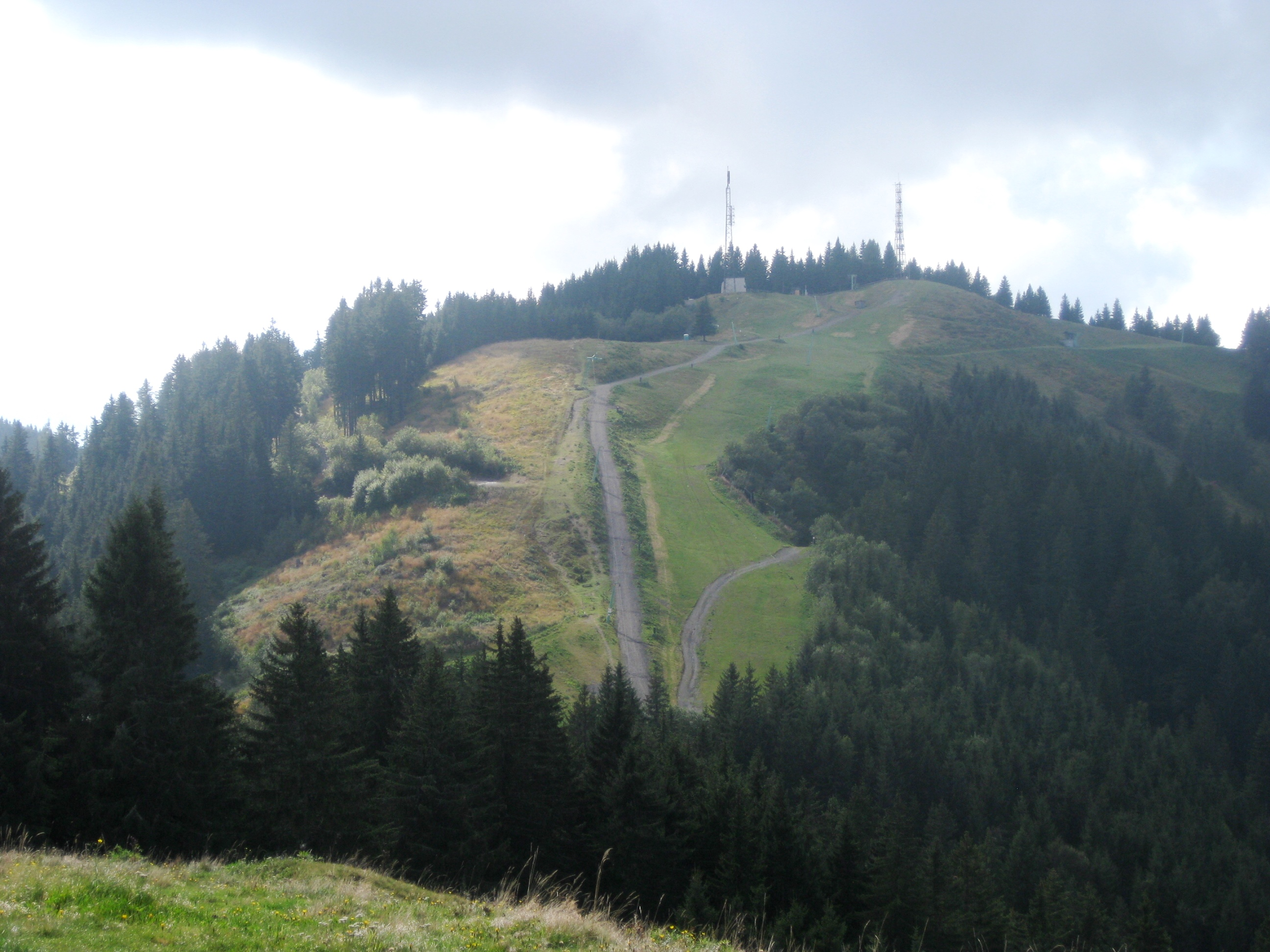
Monte Forno

Il territorio del comune sorge nell'estremo nord-est del Friuli-Venezia Giulia, in Val Canale, con l'abitato principale posto a 754 metri m s.l.m., circondato dall'omonima foresta, in una zona di confine tra Italia, Austria e Slovenia (sul Monte Forno vi è la triplice frontiera), con il Canal del Ferro ad ovest (Alpi Carniche), la catena delle Caravanche Occidentali a nord-est che lo dividono a nord dalla Carinzia lungo il confine italo-austriaco e le Alpi Giulie occidentali italiane a sud ed est fino al confine italo-sloveno. Assieme a Courmayeur, Malles Venosta e Curon Venosta è uno dei quattro comuni italiani a confinare con due differenti Stati esteri.

### Orografia

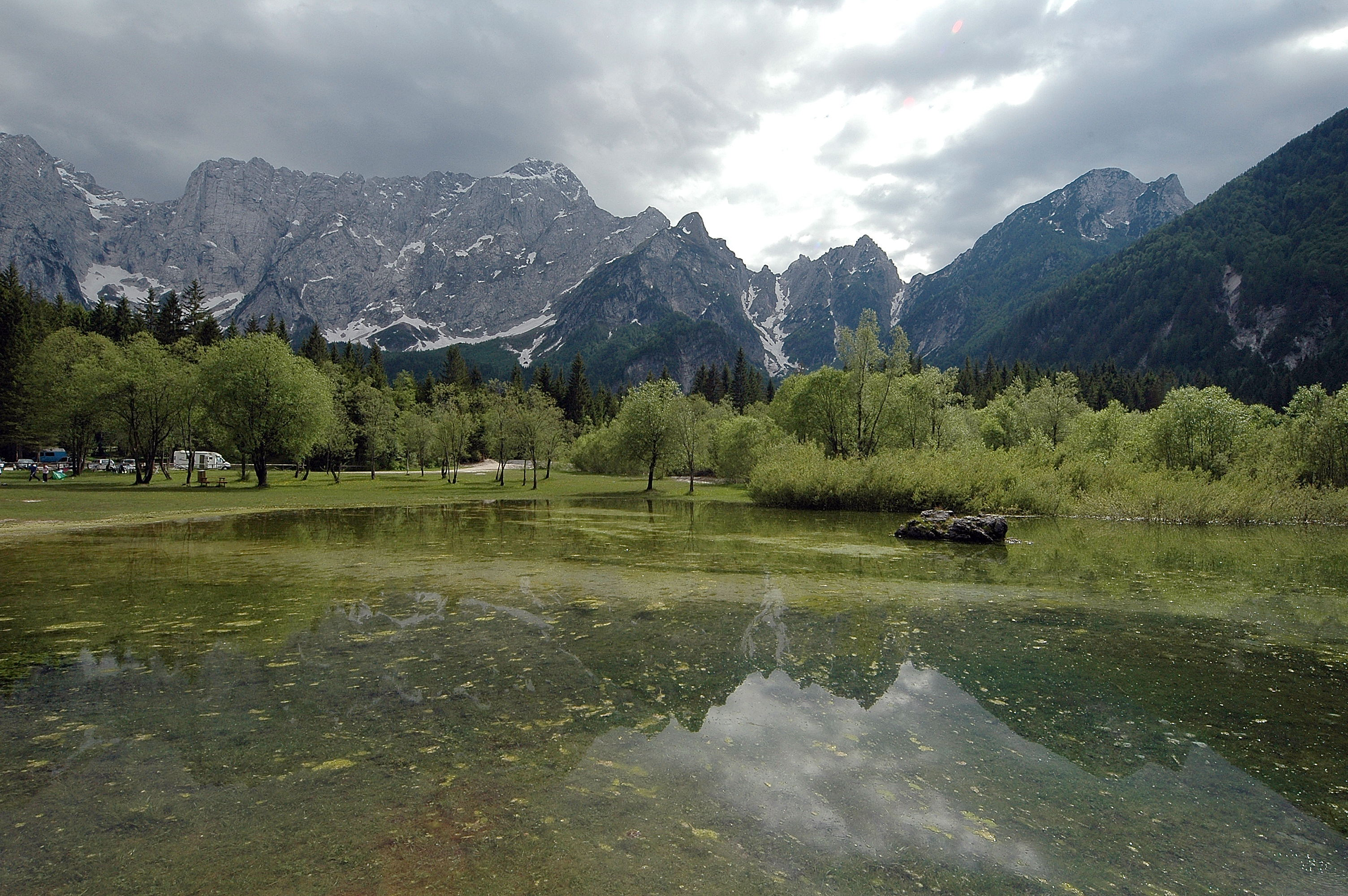
Mangart e laghi di Fusine

Tra i principali massicci orografici di quest'ultime si ricordano la Catena Jôf Fuârt-Montasio, che lo separano a sud-ovest dalla Val Saisera, la Val Raccolana, la Val Dogna e dalla Valle del Fella, parte della catena del Canin con la Valle Rio del Lago e il Lago del Predil, che la separano a sud dalla Val Coritenza in territorio sloveno e parte della catena Mangart-Jalovec con i laghi di Fusine che la separano dalla valle di Planica a est sempre in territorio sloveno.

### Spartiacque

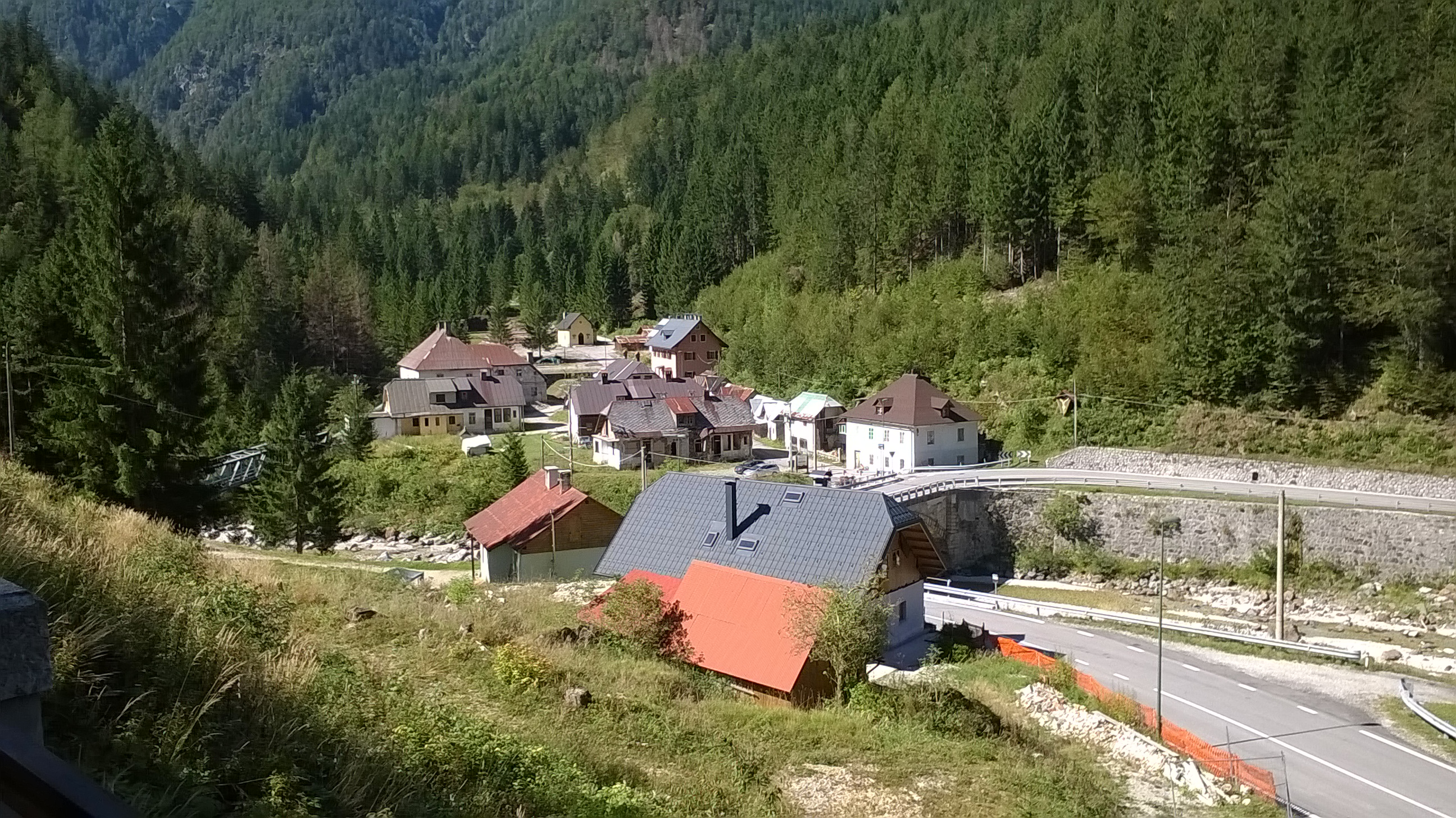
Fiume Slizza a Riofreddo

Geograficamente non appartiene alla regione italiana essendo posta al di là dello spartiacque principale alpino (sella Camporosso), facendo invece parte del bacino idrografico del Danubio e del Mar Nero: infatti il fiume Slizza (Slize in friulano, Gailitz in tedesco, Ziljica in sloveno) che da Cave del Predil attraversa Tarvisio sfocia nel Gail a Arnoldstein.

### Clima
Nonostante sia posta a soli 754 m s.l.m., ha un clima alpino con inverni freddi (temperatura minima assoluta -23 °C nel gennaio 1985) e molto nevosi (causa precipitazioni elevate, media annua di 250 cm di precipitazioni nevose). Per contro le estati sono piuttosto calde (massima assoluta 37 °C nel luglio 1983). Nel territorio comunale è ubicata la stazione meteorologica di Tarvisio, ufficialmente riconosciuta dall'organizzazione meteorologica mondiale, nonché punto di riferimento per lo studio del clima della corrispondente area alpina.

## Storia

### Origini del nome
Dalla popolazione celtica dei Taurisci deriverebbe il toponimo "Tarvisio".

### Medioevo
Possesso del Capitolo di Bamberga fin dall'XI secolo, a partire dal XII secolo assunse notevole importanza commerciale e nel 1456 ottenne dal vescovo di Bamberga il privilegio di tenere una fiera annuale, che vi ha luogo tuttora. A partire dal XV secolo vi fiorì l'industria del ferro; nello stesso periodo (1478 e 1492) subì saccheggi da parte dei Turchi.

### Età moderna
Fu coinvolta dalle vicende della Guerra di Gradisca (1615-18). Per lungo tempo il confine con i territori veneti della Carnia fu a Pontebba, il centro che precede Tarvisio risalendo il fiume Fella e segna il limite tra la Val Canale ed il Canal del Ferro.

### Età contemporanea
Il centro, ritornato stabilmente all'Austria, fu in epoca napoleonica teatro di battaglie assieme alla vicina Malborghetto-Valbruna tra le truppe austriache e francesi (marzo 1797, maggio 1809, ottobre 1813). Entrò a far parte del Regno d'Italia nel 1919, dopo la prima guerra mondiale, e da allora ha conosciuto un notevole impulso come luogo di frontiera, trovandosi sulla direttrice Venezia-Vienna e in prossimità degli importanti valichi del Valico di Coccau, del Valico di Fusine e del Passo del Predil. A partire dagli anni venti del Novecento il comune di Tarvisio ha ricevuto consistenti flussi migratori, dal Friuli e dal resto d'Italia, che ne hanno radicalmente mutato la composizione etnica.
Nel 1939 Tarvisio e gli altri comuni della Val Canale furono interessati dalle Opzioni in Alto Adige tra Italia e Germania. Un gran numero di cittadini, non solo di parlata tedesca ma anche slovena, optarono per la cittadinanza tedesca e si trasferirono in Carinzia. Al termine della guerra i rientri furono molto minori rispetto a quanto verificatosi in Alto Adige.

### Simboli
Il comune adotta il proprio stemma storico, riconosciuto con decreto del Capo del Governo dell'8 gennaio 1935, che risulta blasonato all'interno dello statuto comunale.
(Statuto comunale, art. 2, comma 3)
Il gonfalone, riconosciuto con regio decreto del 10 dicembre 1942, è un drappo partito di giallo e di azzurro.

### Onorificenze
La Resistenza italiana all'invasore tedesco nella seconda guerra mondiale ebbe inizio a Tarvisio, nella notte tra l'8 e il 9 settembre 1943. Nella cittadina infatti si trovava un presidio di 300 uomini della Guardia alla Frontiera, alloggiato nella caserma Italia. A Tarvisio la GaF era a regime ridotto, una presenza meramente simbolica, in quanto il confine era quello con l'alleato, e la caserma aveva ceduto la sua artiglieria pesante per la campagna di Jugoslavia. L'8 settembre, alle 7 di sera, la notizia dell'armistizio trasmessa dalla radio piombò come un fulmine a ciel sereno nel Circolo Ufficiali, suscitando in molti perplessità e sconcerto; infatti già dal 25 luglio era presente a Ugovizza, in Val Canale, un reggimento di Waffen SS, e nella piana di Arnoldstein, appena al di là del confine, erano acquartierate intere divisioni tedesche in assetto di guerra. Tuttavia, nonostante la disparità di forze il comandante del presidio, colonnello Giovanni Jon, come risposta all'intimazione tedesca di cedere le armi (il colonnello Brand aveva mandato un ultimatum, che era stato respinto) preparò la difesa della caserma, che si trovò in breve circondata; nelle condizioni di inferiorità in cui si trovavano, gli italiani non avrebbero potuto resistere per molto. I tedeschi dettero prima l'assalto al centralino, difeso dal plotone fucilieri, e lo rasero al suolo con l'ausilio di un cannone anticarro. Fu in questa circostanza che rimase ferita la centralinista tarvisiana Luigia Picech, prima donna ad essere decorata di Medaglia d'Argento della Resistenza a cui è stata intitolata una via nella frazione di Tarvisio Centrale. La ragazza, incurante del fuoco nemico, continuava a tenere aperto il collegamento telefonico con la caserma e, quando la situazione si fece critica, assistette al contrattacco dei fucilieri, che vennero tutti abbattuti; Luigia allora cercò di impugnare la pistola di un soldato mortole a fianco. Nella caserma Italia, rimasta isolata, si continuò a combattere fino all'ultima cartuccia. Dopo le 9, quando ormai la battaglia durava da oltre 6 ore, il tenente colonnello Jon ordinò il cessate il fuoco, ed un drappo bianco venne innalzato. Il primo fuoco della resistenza italiana era costato 180 feriti e 25 morti, mentre i tedeschi contavano circa 80 caduti. I GaF superstiti, 95, due giorni dopo vennero fatti partire sui carri bestiame verso i lager tedeschi.
Lo storico Alfio Caruso rivela come diverse storie inventate siano sorte proprio sulla figura della Picech, in particolare quella di essere rimasta uccisa sotto il fuoco delle SS, quando la stessa cronaca riporta il suo funerale nell’anno 1981.

## Monumenti e luoghi d'interesse

### Architetture religiose
- Chiesa parrocchiale dei Santi Pietro e Paolo, costruita nel XIV secolo e completata nel Quattrocento, fu ampliata tra il 1959 ed il 1962.
- Santuario di Lussari
- Chiesa di Sant'Egidio Abate a Camporosso in Valcanale
- Chiesa della Beata Vergine di Loreto, costruzione seicentesca situata in località Tarviso Bassa
- Chiesa di San Michele Arcangelo, costruita tra il 1934 e il 1939 in località Tarvisio Centrale
- Chiesetta di San Giovanni Nepomuceno, edificata a Riofreddo intorno alla metà del XX secolo
- Chiesa di San Leonardo, parrocchiale di Fusine in Valromana risalente al XV secolo
- Chiesa di San Nicolò Vescovo, edificata a Coccau nel Medioevo
- Chiesa di Sant'Antonio, situata a Oltreacqua risalente al Cinquecento
- Chiesa dei Santi Filippo e Giacomo a Plezzut, fu edificata nel XVII secolo
- Chiesa di Sant'Anna a Cave del Predil

### Costruzioni civili e militari
- Torri medioevali. Torre ottagonale di proprietà del Comune dal 1857, fu pesantemente modificata alla fine del XIX secolo.

- Torri medioevali. Torre rotonda, ospita i resti dei soldati italiani deceduti nel tarvisiano durante la Seconda Guerra Mondiale.

- Monumento al granatiere austriaco

### Siti archeologici
- Steli funerarie romane nell'abitato di Camporosso

### Aree naturali
- Catena Jôf Fuârt-Montasio, catena Mangart-Jalovec e catena del Canin
- Val Canale e Val Rio del Lago
- Lago del Predil e Laghi di Fusine (superiore ed inferiore)
- Monte Santo di Lussari
- Orrido dello Slizza e Foresta di Tarvisio
- Parco naturale Foresta di Tarvisio
- Parco naturale Laghi di Fusine

### Rifugi alpini
- Rifugio Locanda al Convento
- Rifugio Guido Corsi
- Rifugio Luigi Zacchi

## Società

### Evoluzione demografica
Abitanti censiti

### Etnie e minoranze straniere

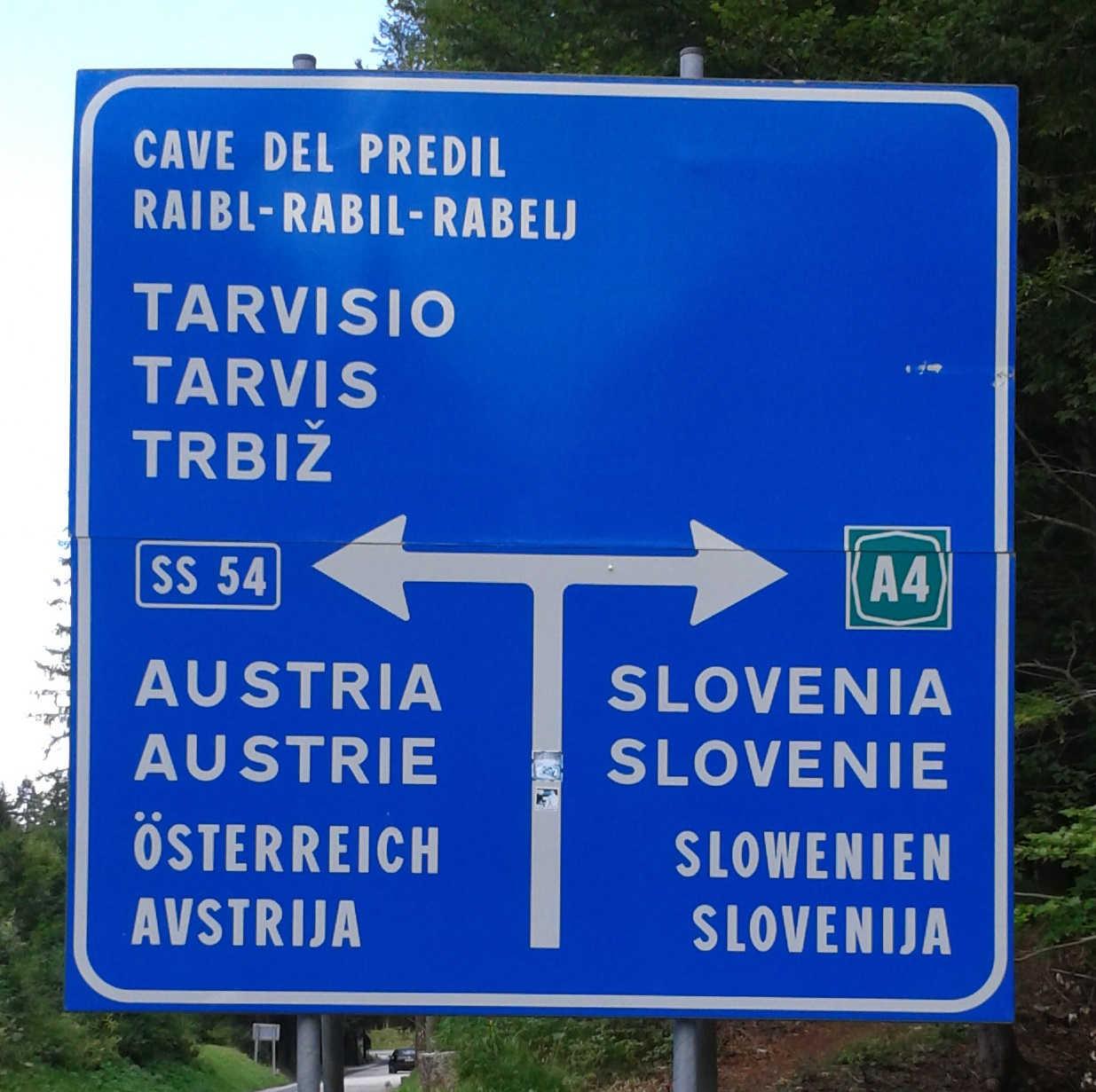
Cartello stradale quadrilingue

Fino al 1919 la popolazione della cittadina era a larga maggioranza tedesca e slovena. Questo perché la zona della Valcanale rientrava a tutti gli effetti nella zona bilingue (tedesco-sloveno) della Carinzia meridionale.
La popolazione oggi è di maggioranza italiana, ma sono sempre presenti le minoranze slovena e tedesca. Assieme a Malborghetto-Valbruna, Tarvisio è uno dei pochi comuni quadrilingui in Europa: vi si parlano infatti italiano, tedesco, sloveno e friulano.

### Lingue e dialetti
Analogamente ai vicini Malborghetto Valbruna e Pontebba, anche Tarvisio è un comune quadrilingue in cui, oltre all'italiano, vengono parlati anche il friulano, lo sloveno e il tedesco.
Ai sensi della Deliberazione n. 2680 del 3 agosto 2001 della Giunta della Regione autonoma Friuli-Venezia Giulia, il Comune è inserito nell'ambito territoriale di tutela della lingua friulana ai fini della applicazione della legge 482/1999, della legge regionale 15/1996 e della legge regionale 29/2007. Nel territorio comunale vige altresì la Legge regionale 20 novembre 2009, n. 20 "Norme di tutela e promozione delle minoranze di lingua tedesca del Friuli Venezia Giulia" e la Legge regionale 23 febbraio 2001, n. 38 - Norme a tutela della minoranza linguistica slovena della regione Friuli Venezia Giulia.
Da un punto di vista storico è il friulano l'idioma più antico della val Canale, parlato dalle popolazioni neolatine che a seguito della caduta dell'Impero romano d'Occidente abitavano la valle, prima di essere sostituito da altre lingue (Tarvisio rimase a maggioranza friulana fino al XVI secolo). Lo sloveno-carinziano venne portato da slavi nel VII secolo o poco dopo, a seguito dell'insediamento slavo delle Alpi orientali. Il tedesco, di tipo bavarese-carinziano, si è diffuso a partire dal basso medioevo, favorito dal dominio dei vescovi di Bamberga prima e degli Asburgo poi. Il friulano di oggi è invece il risultato delle immigrazioni friulane iniziate nei decenni precedenti la Grande Guerra e per questo non appartiene a un dialetto preciso, ma riflette i caratteri di diverse varietà.
Attualmente nella frazione di Camporosso quasi la metà della popolazione è slovenofona; a Tarvisio, Coccau, Fusine e Rutte vi sono delle piccole minoranze tedescofone. Cave del Predil risulta invece del tutto italofona.
| Anno | % italofoni/friulanofoni | % slavofoni | % germanofoni |
| ---- | ------------------------ | ----------- | ------------- |
| 1880 | 11                       | 21          | 68            |
| 1910 | 6                        | 13          | 81            |
| 1950 | 72                       | 18          | 10            |
| 1983 | 84                       | 7           | 9             |

### Tradizioni e folclore
Le tradizioni popolari sono influenzate dalla vicina Carinzia e Slovenia, della prima faceva parte durante l'impero asburgico: la festa caratteristica è quella di San Nicolò che viene accompagnato dai Krampus il 5 dicembre in tutte le frazioni del Tarvisiano.

## Cultura

### Scuole
Tarvisio ospita il Liceo per gli Sport invernali "Ingeborg Bachmann".

#### Musei
- Museo della foresta di Tarvisio
- Museo della miniera di Raibl

## Geografia antropica

### Frazioni e località

#### Frazioni

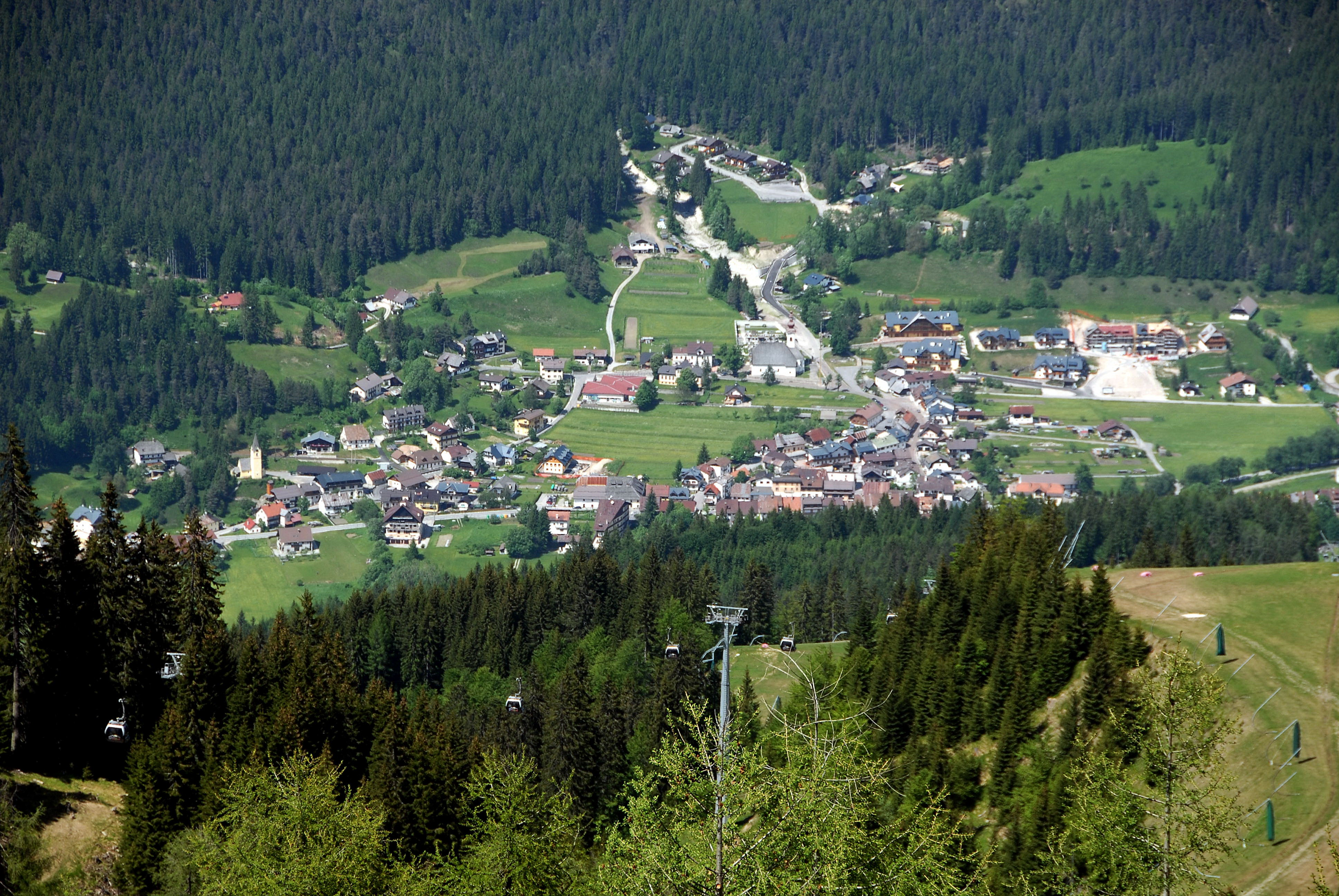
Camporosso

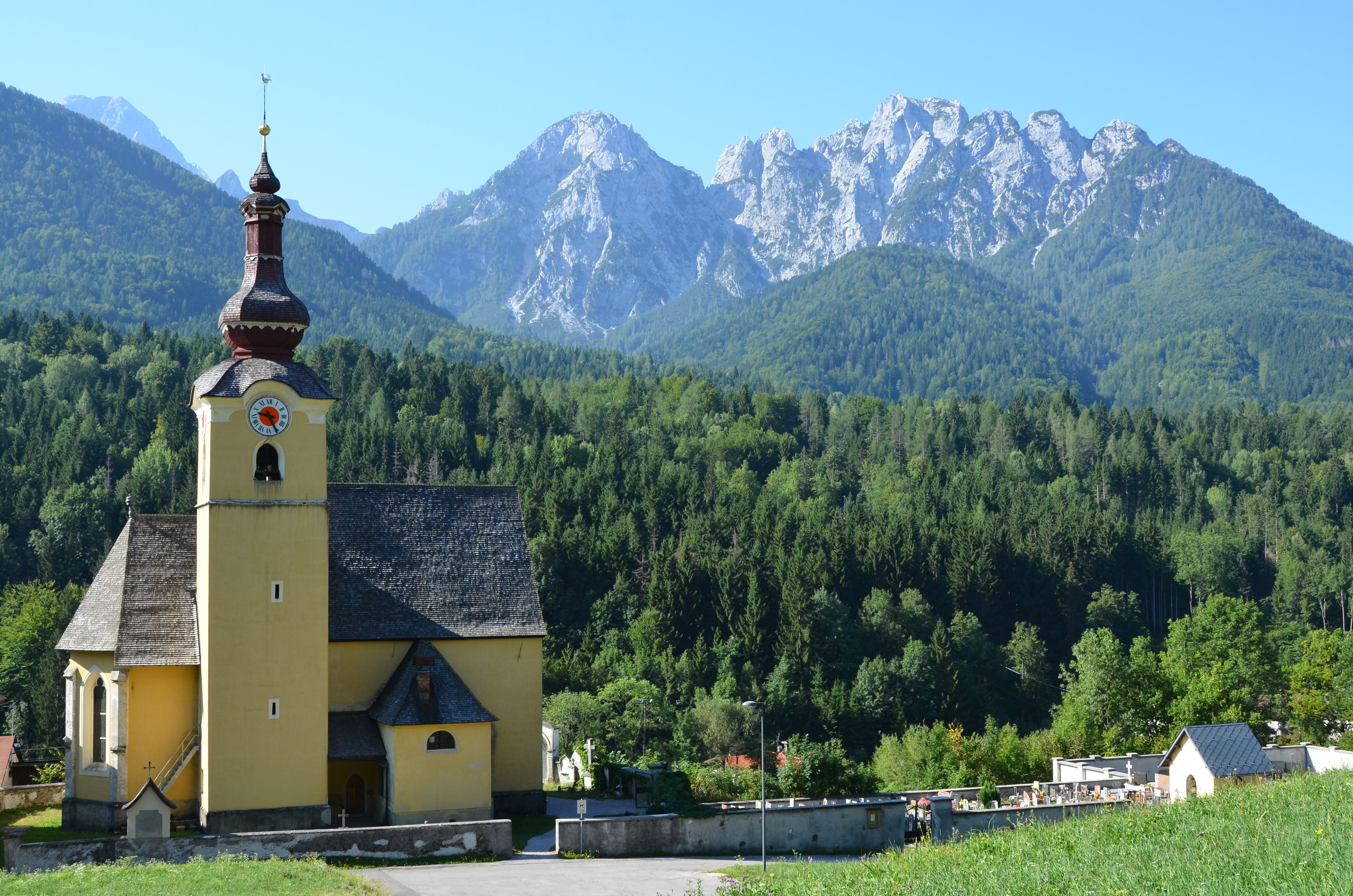
Fusine in Valromana

Lo statuto comunale elenca, oltre al capoluogo, altre quattro frazioni (tra parentesi le denominazioni in tedesco, sloveno e friulano):
- Camporosso (Saifnitz, Žabnice, Cjamparos)
- Cave del Predil (Raibl, Rabelj, Rabil/Predil) m 900
- Coccau (Goggau, Kokova, Cocau) m 672
- Fusine in Valromana (Weißenfels, Fužine/Bela Peč, Fusinis) m 773.

#### Località
Tra le località abbiamo:

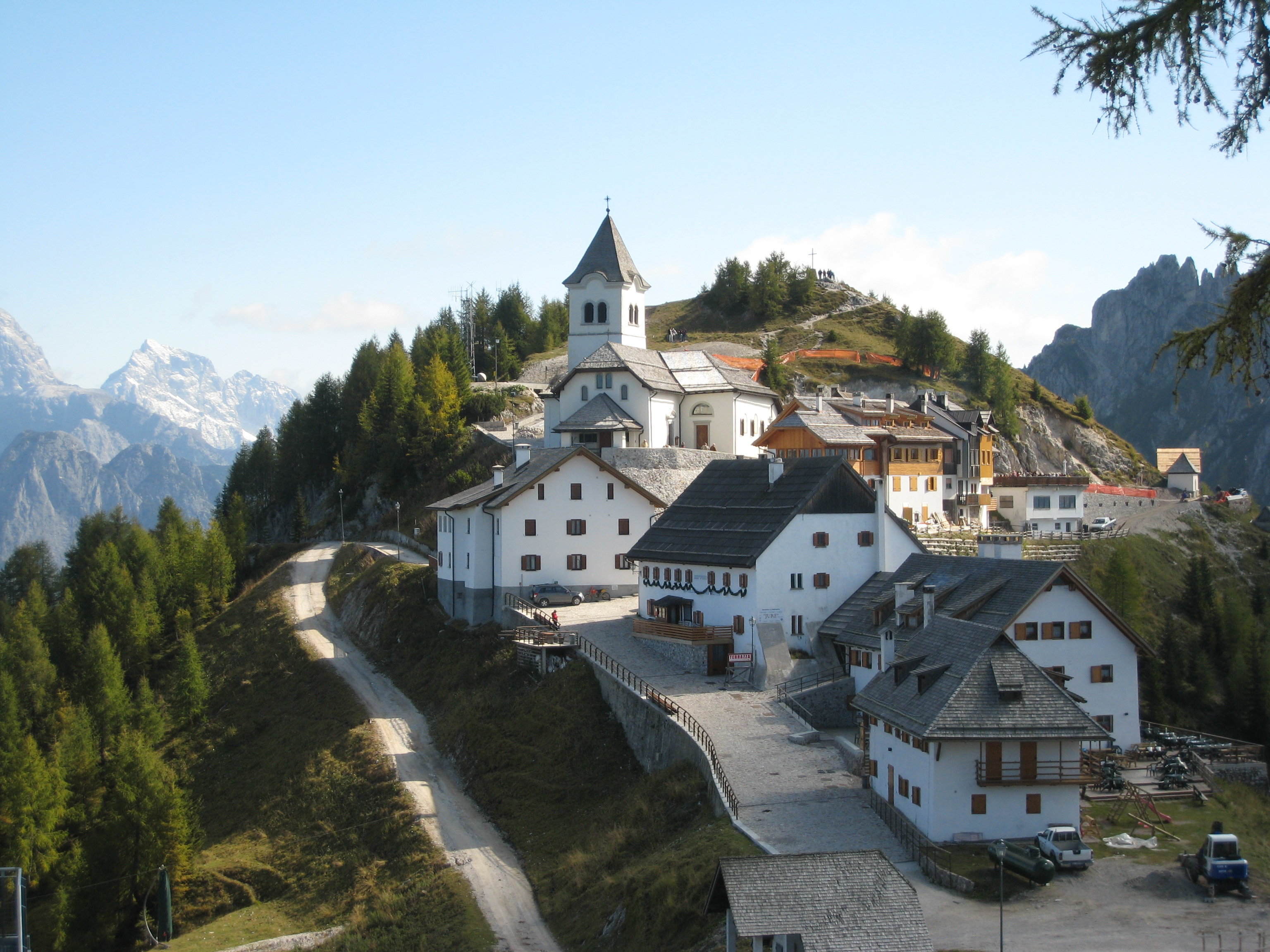
Monte Santo di Lussari

- Monte Santo di Lussari (Luschariberg, Sv.Višárje, Mont Sante di Lussàri)
- Muda (Mauth, Múta, Mude)
- Plezzut (Flitschl, Flíčl, Pleçùt) m 813
- Poscolle (Hinterschloss, Zágradec, Puscuèl)
- Rutte (Greuth, Trbiške rute, Rute) m 830
- Sant'Antonio (Sankt Anton, Sant Antòni)
- Riofreddo (Kaltwasser)

## Infrastrutture e trasporti

### Strade
L'abitato di Tarvisio si trova nelle immediate vicinanze dell'Autostrada Alpe-Adria (A23) la quale è fruibile attraverso due svincoli: Tarvisio Sud e Tarvisio Nord. Tarvisio è anche lo snodo di due principali arterie stradali: la Pontebbana e la SS54.

### Ferrovie

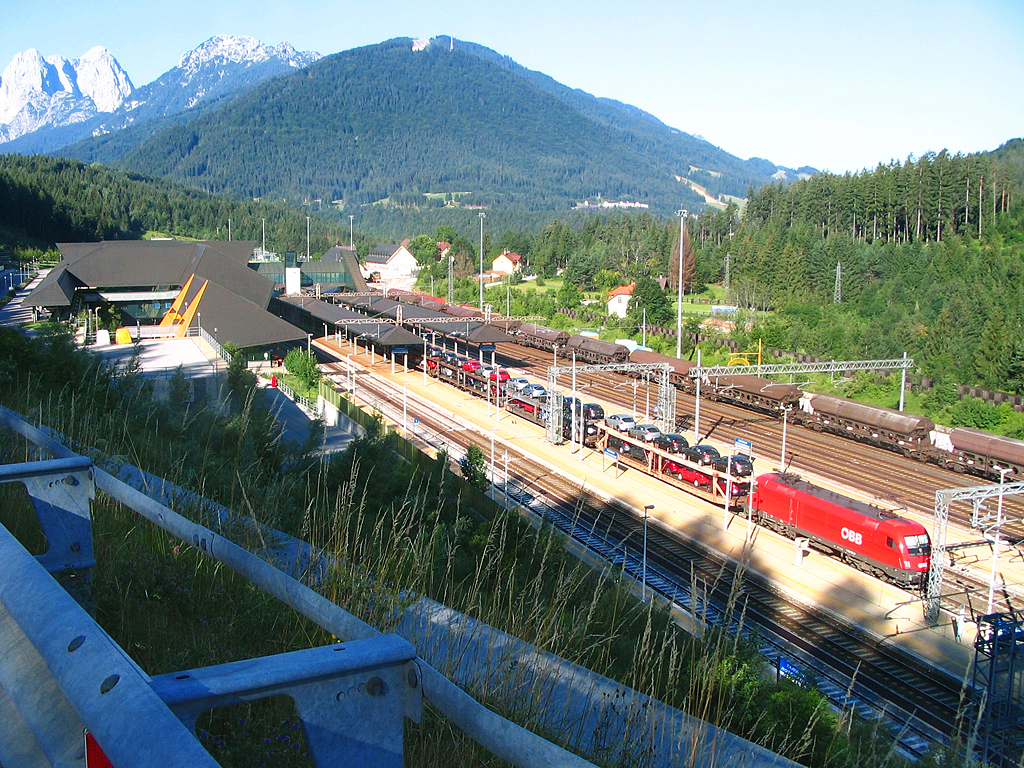
Stazione di Tarvisio Boscoverde

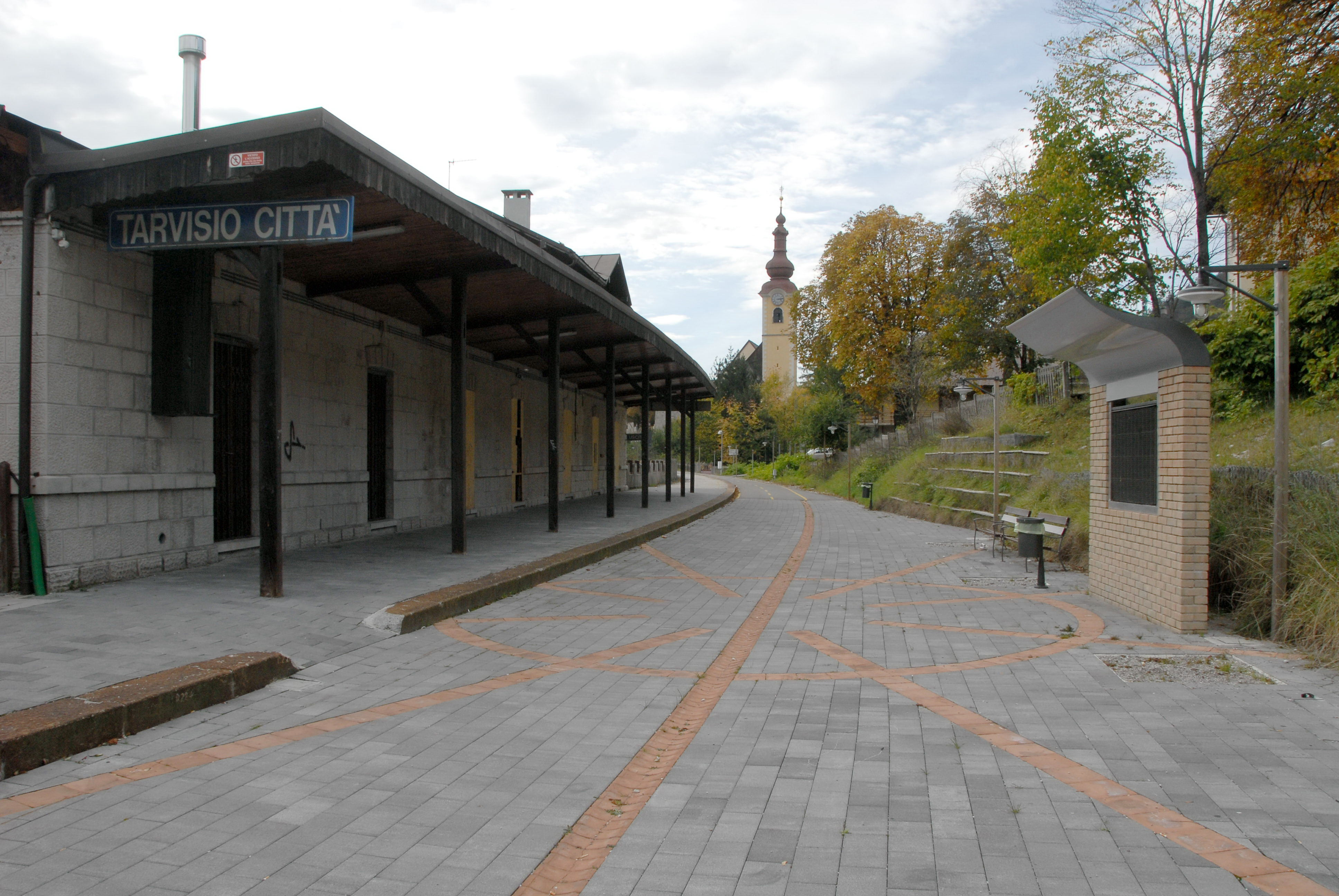
Tarvisio Città, ex stazione ferroviaria

La stazione ferroviaria di Tarvisio è denominata Tarvisio Boscoverde e si trova sulle linee ferroviarie Pontebbana, diretta a Udine e gestita da Rete Ferroviaria Italiana (RFI), e Rodolfiana, che porta in Austria ed è gestita da Österreichische Bundesbahnen (ÖBB).
Prima dell'apertura della nuova linea Pontebbana, avvenuta nel 2000, Tarvisio era servita da due impianti ferroviari: la stazione di Tarvisio Centrale, che svolgeva il ruolo di stazione internazionale di confine, e la stazione di Tarvisio Città. Fino al 1965, da Tarvisio Centrale si diramava la linea internazionale per Lubiana sulla quale si trovavano la fermata di Fusine in Valromana e la stazione di Fusine Laghi. 
Tra il 1870 e il 1873 il capolinea della ferrovia per Lubiana era la stazione di Tarvisio Vecchia.

### Mobilità urbana
I trasporti urbani del comune vengono svolti con autoservizi di linea gestiti dalla società SAF. Alcuni binari dell'ex stazione ferroviaria sono stati sostituiti dalla Ciclovia Alpe Adria.

## Amministrazione
| Periodo | Periodo   | Primo cittadino   | Partito                         | Carica  | Note |
| ------- | --------- | ----------------- | ------------------------------- | ------- | ---- |
| 1993    | 1997      | Carlo Toniutti    | Lista civica di centro-sinistra | Sindaco |      |
| 1997    | 2002      | Franco Baritussio | Coalizione di centro-destra     | Sindaco |      |
| 2002    | 2007      | Franco Baritussio | Coalizione di centro-destra     | Sindaco |      |
| 2007    | 2012      | Renato Carlantoni | Alleanza Nazionale-Forza Italia | Sindaco |      |
| 2012    | 2017      | Renato Carlantoni | Il Popolo della Libertà (PdL)   | Sindaco |      |
| 2017    | in carica | Renzo Zanette     | Forza Italia e Lega Nord        | Sindaco |      |

## Sport
Nel 2003 ha ospitato la XXI Universiade invernale, ricostruendo per l'occasione il Trampolino Fratelli Nogara, mentre nel 2007 e nel 2009 è stata la sede di tre gare di Coppa del Mondo femminile di sci alpino. Tarvisio ritroverà la Coppa del Mondo femminile anche nel 2011 e nel 2013. A Vancouver, infatti, il congresso della Fis ha approvato il calendario, assegnando a Tarvisio una discesa libera e un supergigante il 5 e 6 marzo 2011, mentre il 23 e 24 febbraio 2013 il calendario delle gare ha previsto discesa libera e supercombinata.
Presso il Trampolino Fratelli Nogara vi sono trampolini scuola con un HS 36 con punto K 31 chiamato Nino De Martis, un HS 25 con punto K 21 dedicato a Gianni Nervi e K8. Vi è la possibilità di utilizzarli sia nel periodo invernale che in quello estivo. Tra le personalità sportive più importanti del luogo, si ricordano gli alpinisti della sezione CAI "Monte Lussari" Nives Meroi in primis, che assieme al marito Romano Benet ha scalato tutti i 14 ottomila senza ossigeno. Secondo il sito del Comune di Tarvisio tra gli impianti sportivi presenti sul territorio: Il Campo Sportivo Comunale sito in Via Dante e il Palazzetto dello Sport.